# Dictyochaeta dendroidea
Dictyochaeta dendroidea är en svampart som beskrevs av Kuthub. 1987. Dictyochaeta dendroidea ingår i släktet Dictyochaeta och familjen Chaetosphaeriaceae.   Inga underarter finns listade i Catalogue of Life.